# Marie Vobecká
Marie Vobecká, křtěná Marie Helena Josefa, rozená Nováková (11. září 1889 Ústí nad Labem – 11. července 1947 Ústí nad Labem) byla česká politička, meziválečná poslankyně Národního shromáždění za Komunistickou stranu Československa. Zemřela před komunistickým převzetím moci v roce 1948.

## Život a rodina

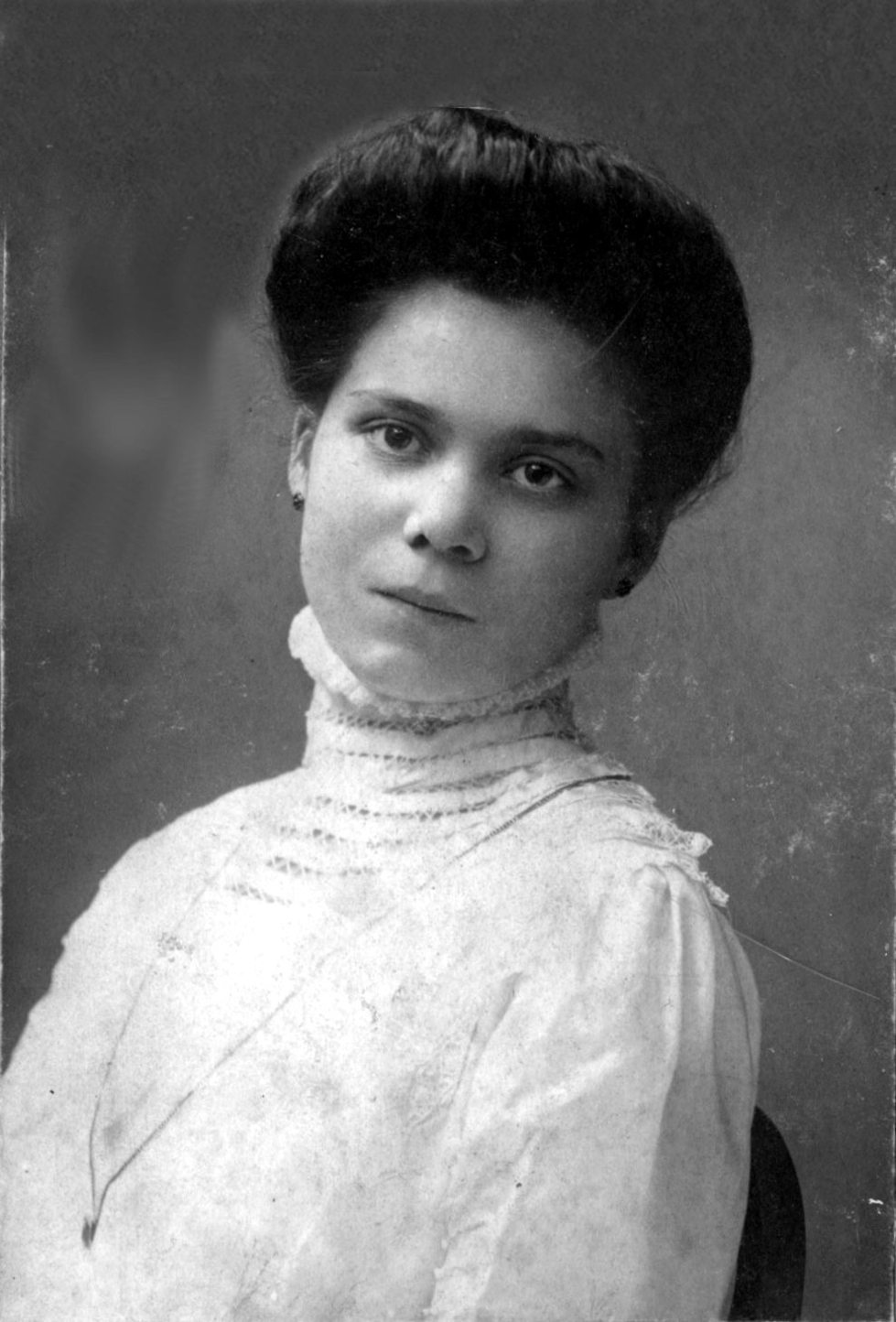
Marie Vobecká kolem roku 1910

Narodila se v Ústí nad Labem v rodině ševce Adolfa Nováka (sociálního demokrata) a Marie rozené Vildomcové z Loun. Jejím strýcem byl sociálně demokratický senátor a stranický tajemník Antonín Novák.
Protože v Ústí v té době české školy nebyly, navštěvovala německou obecnou školu a tři třídy měšťanky, poté se vyučila květinářkou. Působila v Dělnické tělovýchovné jednotě.
Vdala se za uměleckého truhláře Františka Vobeckého, který mj. vyrobil nábytek pro movité ústecké rodiny (např. pro rodinu Weinmannovu).
Vobečtí byli veřejně aktivní. Roku 1920 uspořádala Marie pro chudé ústecké děti bezplatný tábor u řeky Střely a v době krize vznikla za pomoci Vobeckých Okresní péče o mládež.

## Politické působení
Již v roce 1921 vstoupila do nově vzniklé KSČ. V parlamentních volbách v roce 1925 získala poslanecké křeslo v Národním shromáždění.
Vobečtí byli antifašisté a Marie po nástupu nacismu v Německu organizovala pomoc pro německé emigranty. Už s březnu 1939 byla proto zatčena, ale po šesti týdnech věznění na Pankráci byla propuštěna.
Byla součástí antifašistické organizace Vzájemnost, kterou gestapo odkrylo a dne 21. ledna 1941 zatklo všechny její členy, včetně Vobecké. Gestapu se sice podařilo prokázat jen to, že pořádali sbírky pro nezaměstnané a antifašisty, přesto byla Marie v dubnu 1941 byla v Drážďanech odsouzena ke třem a půl rokům vězení. Vězněna byla ve Cvikově a Waldheimu. Jako nevyléčitelně nemocná (trpěla tuberkulózou a srdečními obtížemi) byla propuštěna v listopadu 1943 do domácího ošetřování, v Ústí nad Labem pak žila u nevlastní matky. Tehdy již byla vdovou.
Po válce byla pro okres Ústí nad Labem jmenována předsedkyní Okresní správní komise (OSK). Nesouhlasila s tzv. divokým odsunem Němců a snažila se zabránit přehmatům proti německým antifašistům. Protestovala také proti rabování ze strany sovětských vojáků a žádala o možnost provádět interrupce ženám z Ústecka znásilněným vojáky Rudé armády, což Ministerstvo vnitra odmítalo.
Po volbách v květnu 1946 získala KSČ v okresu rozhodující většinu hlasů a dvacet křesel v ONV a Vobecká pokračovala jako jeho předsedkyně. V únoru 1947 musela ze zdravotních důvodů odstoupit z funkce.
Pobývala ještě v lázních v Poděbradech. Zemřela v červenci 1947, tedy ještě před převzetím moci komunisty v roce 1948. Je pochována na hřbitově na Střekově.